# The Bold Ones: The Protectors
The Bold Ones: The Protectors ist eine US-amerikanische Fernsehserie, die 1969 und 1970 lief. Sie wurde von William Sackheim und Roland Wolpert entwickelt. Die Hauptrollen spielten Leslie Nielsen und Hari Rhodes. Das Gerichtsdrama ist Teil der Wheel series The Bold Ones.

## Inhalt
Eine ungenannte Stadt in Kalifornien. Sam Danforth, ein erfahrener, hartgesottener und sehr konservativer Polizist aus Cleveland wird neuer Polizeichef der Stadt. Dabei muss er sich nicht nur mit der explosiven Lage in der Stadt auseinandersetzen, er trifft auch auf den Staatsanwalt William Washburn, einen jungen, idealistischen und liberalen Afroamerikaner, der eine politische Laufbahn anstrebt. Die beiden sind anfangs selten einer Meinung, lernen aber, sich gegenseitig zu respektieren.

## Hintergrund
Die Serie The Bold Ones: The Protectors setzte sehr auf schonungslosen Realismus. Um dies zu erreichen, wurde weitgehend auf Musik verzichtet, darunter auch auf eine Titelmusik, was für die Zeit als gewagt angesehen wird.
Die Figuren Danforth und Washburn sind absolut gleichwertig angelegt, worauf Leslie Nielsen, der nominell die Hauptrolle hatte, stolz war.
Trotz guter Kritiken wurde The Bold Ones: The Protectors bereits nach einer Staffel wieder eingestellt und durch The Bold Ones: The Senator ersetzt.

## Besetzung
| Schauspieler   | Rollenname       | Folgen | Jahre     |
| -------------- | ---------------- | ------ | --------- |
| Leslie Nielsen | Sam Danforth     | 1–7    | 1969–1970 |
| Hari Rhodes    | William Washburn | 1–7    | 1969–1970 |

## Episoden
| Nr. | Originaltitel                            | Erstausstrahlung Vereinigte Staaten | Regie            | Drehbuch                             | Gastdarsteller                                                |
| --- | ---------------------------------------- | ----------------------------------- | ---------------- | ------------------------------------ | ------------------------------------------------------------- |
| 0   | Deadlock 1                               | 22. Feb. 1969                       | Lamont Johnson   | Chester Krumholz, Robert E. Thompson | Aldo Ray, Ruby Dee, Beverly Todd, Dana Elcar, Fred Williamson |
| 1   | A Case of Good Whiskey at Christmas Time | 28. Sep. 1969                       | Robert Day       | L. T. Bentwood, Betty Deveraux       | Edward Andrews, Charles Drake, Lorraine Gary, Fred Williamson |
| 2   | If I Should Wake Before I Die            | 26. Okt. 1969                       | Daryl Duke       | Adrian Spies                         | Robert Drivas, Edmond O’Brien, Gene Evans, Milton Selzer      |
| 3   | Draw a Straight Man                      | 14. Dez. 1969                       | ?                | ?                                    | Michael Bell, Celeste Yarnall                                 |
| 4   | The Carrier                              | 11. Jan. 1970                       | Frank Arrigo     | Mark Rodgers, Barry Trivers          | Louise Sorel, Clifford David, Barbara Babcock, Frank Maxwell  |
| 5   | A Thing Not of God                       | 1. Feb. 1970                        | Jerrold Freedman | Mark Rodgers                         | Lynn Carlin, James Broderick, John Rubinstein, Peter Brocco   |
| 6   | Memo from the Class of ‘76               | 8. März 1970                        | Daryl Duke       | Benjamin Masselink                   | Norma Crane, Billy Gray, Peter Hooten, Michael C. Gwynne      |

## Kritiken
Stuart Galbraith IV konzentriert sich in seiner Kritik auf den Pilotfilm, den er überschwänglich lobt. Er nähme die Ikonografie und die realistische Darstellung der Vorstädte von Filmen wie Dirty Harry und Brennpunkt Brooklyn vorweg. Die darauffolgende Serie sei deutlich schwächer und weniger sorgfältig produziert, jedoch immer noch deutlich über dem Durchschnitt. Die Leistung von Leslie Nielsen findet er sehr gut, wobei er darauf hinweist, dass die Serie noch vor dem humoristischen Teil von Nielsens Karriere liege. Danforth sei humorlos dargestellt, dabei aber – vor allem in der Serie – so hartgesotten, dass er dennoch an Frank Drebin (aus Die nackte Kanone) erinnere. Der „kriminell unterschätzte“ Hari Rhodes sei sogar noch besser.
Auch Joe Corey findet die Leistung Leslie Nielsen gut, weist aber darauf hin, dass man das erst richtig würdigen kann, wenn man sich klargemacht hat, dass keine mehr oder weniger komische Auflösung des Geschehens käme. The Bold Ones: The Protectors ist für ihn ein „außergewöhnliches Drama“, sie habe das „Polizeidrama revolutioniert“ durch eine „dokumentarische Stimmung“ und durch „das Fehlen eines manipulativen Soundtracks“. Außerdem fragt er, warum die Serie nur so kurz lief. Er kommt zu dem Ergebnis, dass der Süden der USA für einen Afroamerikaner in einer leitenden Position noch nicht bereit gewesen seien.
Frank Calvillo sieht die Serie ähnlich. Obwohl die The Bold Ones: The Protector „niemals die Chance bekam, die Serie zu werden, die es hätte sein können lief es doch lange genug um immer noch als ein bahnbrechendes Stück Fernsehen gesehen zu werden.“ Auch er weist auf den mutigen Entschluss hin, gänzlich auf Musik zu verzichten, und auch er fragt, warum die Serie nicht länger lief.

## DVD
The Bold Ones: The Protectors wurde am 15. September 2015 auf DVD veröffentlicht.